# Smluvní přepravní podmínky

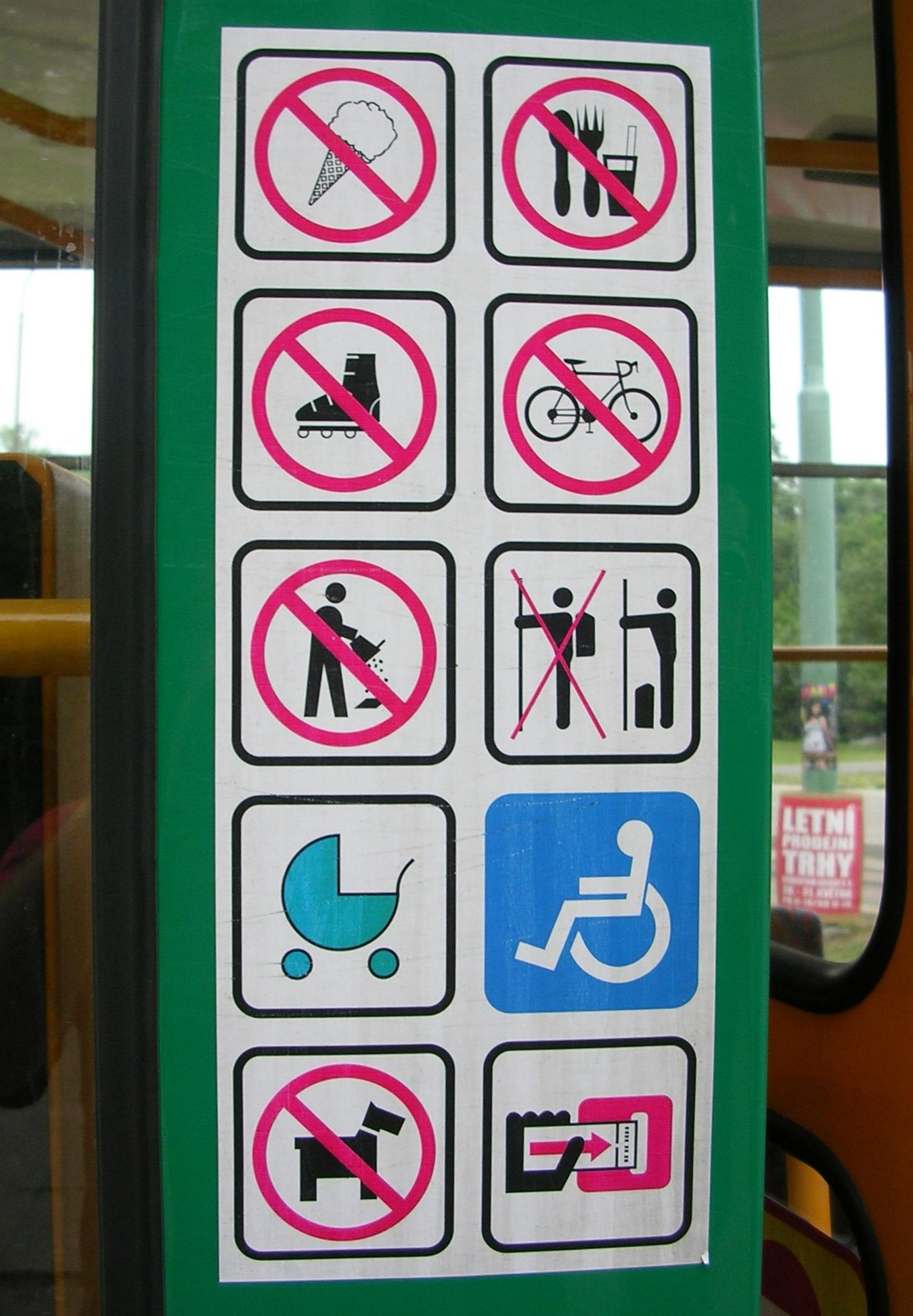
Grafické vyjádření některých přepravních podmínek na liberecké tramvaji.

Smluvní přepravní podmínky jsou ve veřejné dopravě přepravní podmínky vyhlášené dopravcem, v neveřejné dopravě přepravní podmínky sjednané oběma stranami v přepravní smlouvě. Smluvní přepravní podmínky stanoví práva a povinnosti dopravce i cestujících.  V kontextu se v právních předpisech i v praxi termín často používá ve zkrácené podobě, přepravní podmínky, smluvní podmínky, v případě veřejné dopravy předem vyhlášené podmínky a podobně. 
Termínem přepravní řád se v českém právním řádu označuje obecně závazný státní prováděcí předpis (vyhláška ministerstva dopravy, v případě nákladní drážní dopravy nařízení vlády). Dodržovat smluvní přepravní podmínky společně s tarifem (tarifními podmínkami) a přepravním řádem je povinen cestující, který uzavře přepravní smlouvu. Ve veřejné osobní dopravě se zpravidla přepravní smlouva uzavírá tím, že cestující splní tarifní podmínky a vstoupí do vozidla nebo do přepravního prostoru. 
V minulosti právní úprava (například § 23 vyhlášky č. 127/1964 Sb., městský přepravní řád, a § 23 vyhlášky č. 133/1964 Sb., silniční přepravní řád) nazývala přepravní podmínky vyhlašované dopravcem termínem místní úpravy v pravidelné přepravě osob.

## Právní rámec
Dopravci ve veřejné silniční linkové dopravě je povinnost vydat a uveřejnit smluvní přepravní podmínky uložena § 18 písm. b) zákona č. 111/1994 Sb., o silniční dopravě. Smluvní přepravní podmínky jsou ze zákona implicitní částí obsahu přepravní smlouvy, která obvykle nebývá ze strany cestujícího uzavírána ústně ani písemně, ale pouhým aktem využití služby. Cestujícímu povinnost dodržovat tyto podmínky stanoví § 18a odst. 3 písm. a) zmíněného zákona, dopravci § 18 písm. c). 
Dopravci ve veřejné osobní nebo nákladní drážní dopravě ukládá § 36 písm. a) zákona č. 266/1994 Sb., o drahách, povinnost smluvní přepravní podmínky předem vyhlásit v Přepravním a tarifním věstníku a provozovat dopravu podle nich. Drážní zákon v některých formulacích píše zkráceně jen o smluvních podmínkách nebo přepravních podmínkách, přičemž stejné výrazy používá i v případě podmínek sjednaných v neveřejné dopravě. 
Skutečnost, že dodržování vyhlášených smluvních přepravních podmínek je implicitním obsahem přepravní smlouvy, stanoví i § 3 odst. 1 vyhlášky č. 175/2000 Sb., o přepravním řádu pro veřejnou drážní a silniční osobní dopravu. Podle § 49 odst. 3 vyhl. 175/2000 Sb. uzavřením  přepravní  smlouvy  přistupuje  cestující  na  smluvní přepravní podmínky vyhlášené dopravcem.

## Obsah podmínek
Ve veřejné silniční linkové dopravě podle § 18a odst. 4 Zákona o silniční dopravě a ve veřejné osobní i nákladní drážní dopravě podle § 37 odst. 6 Zákona o drahách stanoví dopravce v přepravních podmínkách výši přirážky (za neprokázání se platným jízdním dokladem nebo za nedodržení přepravního řádu  nebo  pokynu  a příkazu pověřené osoby nebo za znečištění vozidla nebo  za  rušení  klidné  přepravy  cestujících  nebo  jiné  obtěžování cestujících), která nesmí přesáhnout 1000 Kč, od roku 2013 nesmí přesáhnout 1500 Kč. Podle § 7 odst. 5 vyhlášky č. 175/2000 Sb., o přepravním řádu pro veřejnou drážní a silniční osobní dopravu, stanoví dopravce výši přirážky ve smluvních přepravních podmínkách a uvede ji v tarifu.
V § 37 odst. 7 Zákon o drahách v návaznosti na pojednání o přepravním řádu říká, že podrobnosti  přepravních  podmínek  mohou být stanoveny ve smluvních přepravních podmínkách. Zákon přitom neumožňuje odchýlit se od přepravního řádu. 
V silniční a integrované dopravě podle § 18b odst. 2 Zákona o silniční dopravě může dopravce v přepravních podmínkách odlišně od přepravního řádu stanovit 
- podmínky, za nichž si lze předem zakoupit místo k sezení,
- rozsah  a podmínky přepravy zavazadel, včetně podmínek, za nichž si lze jako zavazadlo vzít nebezpečné věci,
- podmínky přepravy zvířat
- podmínky přepravy autobusových zásilek a tarif.

Vyhláška č. 175/2000 Sb., o přepravním řádu pro veřejnou drážní a silniční osobní dopravu, zmiňuje z možného nebo povinného obsahu smluvních přepravních podmínek například toto:  
- údaje na jízdence umožňující  kontrolu  platnosti a správnosti použití jízdenky, případně i jiného jízdního dokladu (§ 5)
- linky nebo spoje, u kterých je možno po nástupu do vozidla zakoupit si jízdenku s přirážkou (§ 7 odst. 5)
- podrobnosti  týkající se (§ 7 odst. 7): 
  - prodeje jízdenek, příplatků a místenek ve výdejnách  jízdenek  ve  stanici nebo v jiných zařízeních, kde je možno zakoupit  si  jízdenku  předem,
  - podmínek jejich vracení,
  - druhu, formy, případně  vzorů  jízdenek,  příplatků  a  místenek,
  - způsobu označení  jízdenky  pro  jednotlivou  jízdu  při samoobslužném způsobu odbavování cestujících
  - dobu před nástupem do vozidla, kdy je možno si zakoupit příplatek  za  lůžko  nebo  za  lehátko, i další   podrobnosti   týkající   se   podmínek   obsazování  míst rezervovaných  místenkami,  obsazování  míst  v lůžkových a lehátkových vozech  a  podmínek  přepravy  v  těchto  vozech. (§ 9)
- náležitosti zavazadlového lístku (§ 24)
- smluvní poplatek za uvedení ceny zavazadla a horní hranici ceny cestovního zavazadla (§ 25 odst. 5)
- další podmínky pro přepravu dětí (§ 10 odst. 4)
- podmínky přepravy ručních zavazadel a spoluzavazadel, například rozměry, hmotnost, případně  druhy  přepravovaných  věcí  a  jejich umístění ve vozidle,  (§ 11, § 20)
- podrobnosti  podmínek přepravy osobních automobilů jako cestovního zavazadla (§ 29)
- jednotkové hmotnosti některých druhů cestovních zavazadel (§ 25 odst. 4)
- možnosti disponování  s  cestovním  zavazadlem,  zejména možnost vrátit cestovní  zavazadlo zpět do stanice podací, a případně další podrobnosti pro přepravu cestovních zavazadel (§ 31)
- podmínky  nástupu  a  výstupu  cestujícího  s  dětským  kočárkem s dítětem,  umístění  kočárku s dítětem ve vozidle a podrobnosti podmínek přepravy (§ 11)
- omezení nebo vyloučení přepravy zvířat na  některých  spojích nebo omezení počtu psů současně  přepravovaných ve vozidle (§ 23)
- podrobnosti  o podmínkách nástupu a výstupu cestujících s omezenou schopností pohybu a orientace (§ 12)
- dobu, v jaké je ve veřejné drážní osobní dopravě na dráze celostátní a  dráze  regionální nutno předem požádat o zajištění přepravy cestujícího na vozíku  pro  invalidy, aby ji dopravce byl povinen zajistit, podrobnosti o podmínkách přepravy osoby na vozíku pro invalidy a o umístění  vozíku  pro invalidy ve vozidle  (§ 13)
- místo vydávání  písemného  potvrzení  o  omezení  nebo zastavení dopravy, vynechání  spoje  nebo  doby  jeho  zpoždění (kromě  městské  hromadné  dopravy) (§ 14 odst. 1 písm. e)
- způsob a místo potvrzování skutečností,  které  mohou  zakládat  uplatnění  práva z přepravní smlouvy  o  přepravě  osob, (§ 37) a místa uplatňování těchto práv (§ 38)
- lhůtu před odjezdem, kdy je možno vrátit nepoužitou jízdenku pro jednotlivou jízdu nebo doklad o zaplacení ceny za lůžko nebo lehátko, a výši nákladů odečítaných při vracení (§ 41)
- možnost vrácení jízdného nebo jeho části za nevyužitou nebo částečně nevyužitou časovou jízdenku (§ 42)

Podle § 49 odst. 2 vyhl. 175/2000 Sb. smluvní přepravní podmínky nesmějí být v  rozporu  s  ustanoveními  přepravního  řádu  ani s ustanoveními    jiných právních předpisů. Úroveň poskytovaných přepravních služeb nesmí být  smluvními  přepravními podmínkami zhoršena osobám, jejichž potřeby jsou uspokojovány, oproti úpravě dané tímto přepravním řádem.

## Zveřejňování
Dopravce ve veřejné silniční osobní dopravě a v městské hromadné dopravě je povinen zveřejnit ve vozidle alespoň  podstatné  části  vyhlášených  přepravních podmínek a tarifu pro daný spoj. (§ 14 odst. 1 písm. b vyhl. 175/2000 Sb.)
Dopravce je povinen podávat informace  o  jízdních  řádech,  o tarifu a o vyhlášených přepravních   podmínkách, a to  na  místech  určených  pro  styk  s cestujícími. (§ 14 odst. 1 písm. a)
Další specifikaci způsobu zveřejňování obsahuje § 49 vyhlášky 175/2000 Sb.: 
Dopravce  ve  veřejné  drážní osobní dopravě na dráze celostátní a regionální  a  na dráze lanové vyhlašuje smluvní přepravní podmínky uveřejněním jejich plného znění v Přepravním a tarifním věstníku a dále  je  zveřejňuje  na místech určených pro styk s cestujícími a podstatnou  část  z  nich  zveřejňuje v knižním vydání jízdního řádu, případně i ve vozidle.
Dopravce   v silniční  veřejné  linkové  dopravě  vyhlašuje  smluvní přepravní  podmínky uveřejněním  jejich  plného  znění  na místech určených  pro  styk  s  cestujícími  a  dále  podstatnou  část  z  nich zveřejňuje  v  jízdním  řádu  a ve vozidle. 
Dopravce v městské hromadné dopravě  vyhlašuje smluvní přepravní podmínky uveřejněním jejich plného znění  na  místech  určených pro styk s cestujícími a podstatnou část z nich zveřejňuje ve vozidle, případně v jízdním řádu.